# Ethoxypropanole
Ethoxypropanole oder auch Propylenglycolmonoethylether gehören zu der Stoffgruppe der Glycolether und bestehen aus einem Propanol- und einem Ethylether-Teil.
Diese werden genutzt um Farben, Lacke, Leder-Versiegelungen, Holzbeize, Möbelpolituren, Tinten, Polyglycolether und Reinigungsmittel herzustellen. Zudem dienen sie als Frostschutz-, Lösungs- und Auszugsmittel. Des Weiteren können sie als Additive von Klebstoff, Agrochemikalien und Nagelpflegeprodukten dienen.
| Gefahrensymbol | Gefahrensymbol |

| Gefahrensymbol | Gefahrensymbol |

| keine Einstufung verfügbar |

| Gefahrensymbol | Gefahrensymbol |

Neben den oben erwähnten Ethoxypropanolen gibt es noch das Isomer 2-Ethoxy-2-propanol, dieses Halbketal aus Aceton Ethanol ist nicht besonders stabil. Man findet in der Literatur verschiedene CAS-Nummern für 2-Ethoxy-2-propanol:
- 25044-30-8
- 881538-04-1

Es gibt kaum experimentelle Daten für 2-Ethoxy-2-propanol.
Unter der CAS-Nummer 1602489-60-0 ist ein Stoffgemisch aus 2-Ethoxy-2-propanol, hydratisiertem Aceton und einer unspezifizierten Substanz verzeichnet.